# Koszewko
Koszewko (deutsch Klein Küssow) ist ein Dorf in der Woiwodschaft Westpommern in Polen. Es liegt in der Gmina Stargard (Landgemeinde Stargard) und gehört mit dieser zum Powiat Stargardzki (Stargarder Kreis).

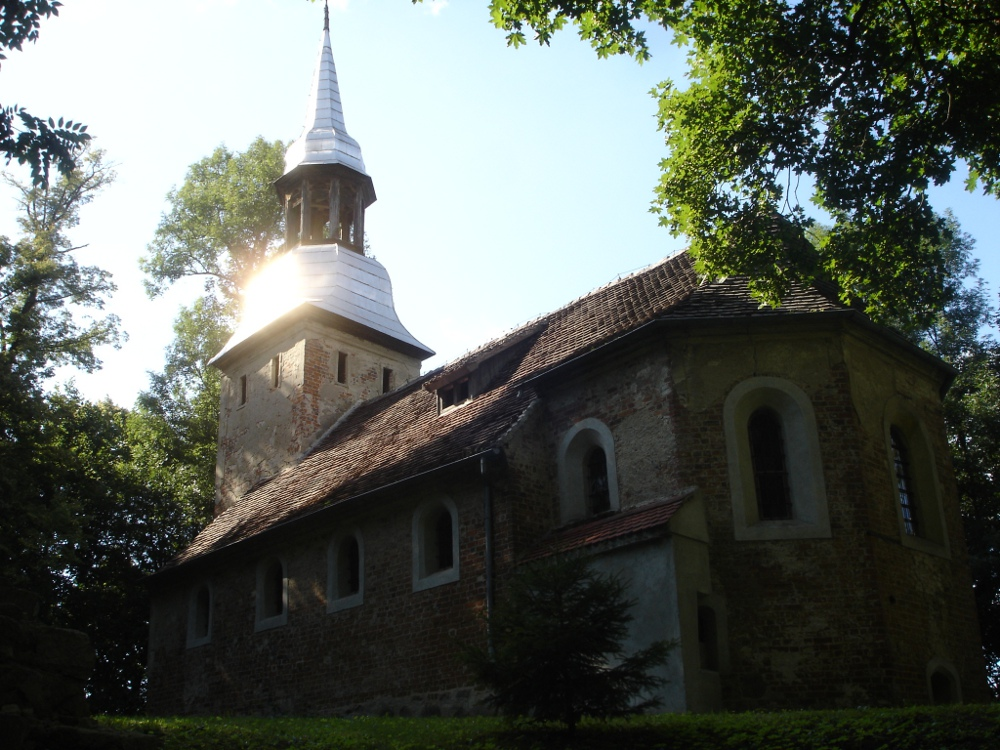
Dorfkirche (Aufnahme von 2009)

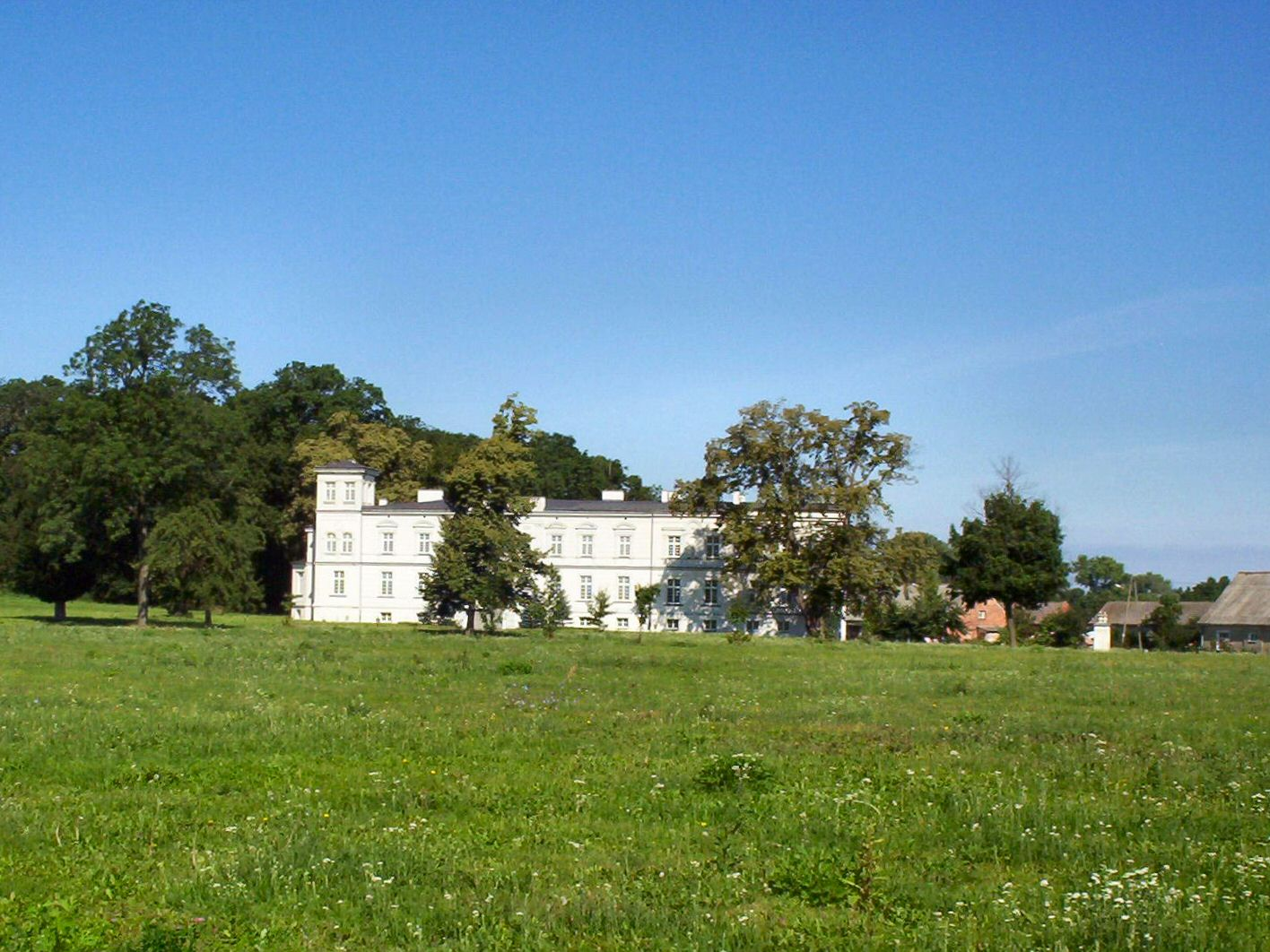
Herrenhaus (Aufnahme von 2004)

## Geographische Lage
Das Dorf liegt in Hinterpommern, etwa 25 km südöstlich von Stettin und etwa 10 km südwestlich von Stargard (Stargard in Pommern), am Ostufer des Madüsees. Das Flüsschen Hufnitz mündet etwa 2 km nördlich des Dorfes in den Madüsee.
Nachbarorte sind im Norden am Seeufer Wierzchląd (Verchland) und im Süden am Seeufer Koszewo (Groß Küssow). Etwa 3 km östlich des Ortes liegen eng beieinander die Wüstungen Ludwigsthal und Słotnica (Schlötenitz).

## Geschichte
Aus vorgeschichtlicher Zeit ist ein slawischer Burgwall in dem Ort erhalten.
Das Dorf wurde erstmals in einer Urkunde aus den Jahren 1200/1208 genannt, mit der die Herzöge Bogislaw II. und Kasimir II. von Pommern dem Kloster Kolbatz seinen Besitz bestätigen, darunter das Dorf Szasiua. Später räumte das Kloster Herzog Bogislaw II. den Besitz des Dorfes ein, doch wurde das Dorf nach dem Tode Herzog Bogislaws II. durch dessen Sohn Herzog Barnim I. und seine Mutter Miroslawa dem Kloster zurückerstattet. In der entsprechenden Urkunde aus dem Jahre 1223 wurde das Dorf Scossoua genannt. Dieser Urkunde ist auch zu entnehmen, dass es ursprünglich ein Edelmann namens Slavebor war, der das Dorf dem Kloster geschenkt hatte. Im Jahre 1236 kam das Dorf vom Kloster Kolbatz an das Bistum Cammin. Dies war ein Teil einer umfangreicheren Transaktion zwischen dem Kloster Kolbatz und Bischof Konrad III. von Cammin, in dem der Bischof seinerseits dem Kloster den Zehnten in allen zum Kloster gehörenden Besitzungen übertrug und auf seine Rechte am Dorf Broda verzichtete. Das Dorf Klein Küssow war die alte slawische Siedlung, das südlich gelegene Groß Küssow die spätere deutsche Siedlung.
Klein Küssow war ein altes Lehen der adligen Familie von Küssow, die erstmals 1336 mit einem Nicolaus Küssow genannt wurde. Die Familie zählte zu den sogenannten schlossgesessenen Geschlechtern, und zwar wegen ihrer „Burgen“ hier in Klein Küssow und in Megow. Klein Küssow gehörte ebenso wie die benachbarten Güter Verchland und Kunow an der Straße der Linie Megow-Klein Küssow der Familie von Küssow. Diese Linie starb im Mannesstamm mit Jochen Friedrich Graf von Küssow im Jahre 1777 aus. Klein Küssow kam, ebenso wie Verchland und Kunow an der Straße, an seine Tochter Friederike Gottliebe, eine verehelichte von Zastrow. Die Güter wurden 1780 allodifiziert.
In Ludwig Wilhelm Brüggemanns Ausführlicher Beschreibung des gegenwärtigen Zustandes des Königlich-Preußischen Herzogtums Vor- und Hinterpommern (1784) wurde Klein-Küssow unter den adligen Gütern des Pyritzschen Kreises aufgeführt. In Klein Küssow bestanden damals ein Vorwerk, also der Gutsbetrieb, eine Ziegelei, eine Windmühle, fünf Kossäten und ein Schulmeister, insgesamt 17 Haushaltungen („Feuerstellen“). Außerdem wurde die Kirche genannt, die Filialkirche der Kirche von Groß Küssow war.
1820 wurde Klein Küssow, wie auch das benachbarte Verchland, durch den damals bürgerlichen Geheimen Regierungsrat Ludwig Geibler (1768–1846), am 6. Juni 1832 zu Berlin in den preußischen Adelsstand erhoben als Ludwig von Geibler, gekauft. Bei der Regulierung der gutsherrlichen und bäuerlichen Verhältnisse (siehe: Preußische Agrarverfassung) von Klein Küssow wurden die vier damals noch vorhandenen Kossätenhöfe in eine neue Siedlung verlegt, die den Namen Ludwigsthal nach dem Geheimen Regierungsrat Ludwig von Geibler erhielt. Ebenso wurde der einzige in Verchland vorhandene Kossätenhof nach Ludwigsthal verlegt. Auf die Initiative des Ludwig von Geibler soll auch der Klein Küssower Gutspark zurückgehen, der Entwurf wird heute Peter Joseph Lenné zugeschrieben.
Nach dem Tode von Ludwig von Geibler erbte sein Sohn Theodor von Geibler (1808–1868), verheiratet mit der Freiin Hermine von Puttkammer, Klein Küssow. Verchland, zeitweilig Hauptwohnsitz der Familie, kam an die älteste Tochter Luise (1806–1858). Ihr Ehemann Wilhelm Eduard Wietzlow († 1855) besaß eigene Güter, die Familie lebte aber in Verchland. Damit war der Besitzzusammenhang von Klein Küssow mit Verchland erstmals seit Jahrhunderten aufgehoben. Nächster Erbe auf Klein Küssow wurde Georg von Geibler (1847–1912), u. a. genannt im Jahrbuch des Vermögens und Einkommens der Millionäre von 1912. Er war auch Kirchenpatron von Klein Küssow. 1914 waren die Georg von Geibler`schen Erben im Gutseigentum der 420 ha für Klein Küssow. Letzte Gutsherren waren die Brüder Fritz (1876–1944) und Hubert von Geibler (1878–1957). Das Gut beinhaltete 441 ha Gesamtfläche, als Verwalter agierte Walter Kunze. Der Gutsbetrieb war hauptsächlich auf eine Schafsviehzucht ausgelegt; zum Gutsbetrieb gehörten 700 Schafe.
Um 1860 zählte Klein Küssow 112 Einwohner. Im Jahre 1910 zählte der Gutsbezirk Klein Küssow 107 Einwohner. Später wurde Klein Küssow in die Landgemeinde Schlötenitz eingemeindet. Bis 1945 gehörte Klein Küssow als Teil der Gemeinde Schlötenitz zum Kreis Pyritz der preußischen Provinz Pommern.
Nach dem Zweiten Weltkrieg kam Klein Küssow, wie ganz Hinterpommern, an Polen. Es erhielt den polnischen Ortsnamen Koszewko.